# Metro van Daejeon
De metro van Daejeon (Hangul: 대전도시철도; Hanja: 大田都市鐵道; Daejeon dosicheoldo) is een klein metrostelsel in Daejeon, Zuid-Korea. De stad, die centraal in het land ligt, is een belangrijk verkeersknooppunt en een van ’s lands grotere steden, er wonen zo'n anderhalf miljoen mensen. De metro bestaat uit een lijn, waaraan 22 stations gelegen zijn. Hoewel het systeem volgens de oorspronkelijke planning tijdens het WK voetbal in 2002 dienst zou doen, opende deze pas in maart 2006. Het rollend materieel werd vervaardigd door Hyundai Rotem.

## Netwerk
De lijn was bij opening in 2006 nog 12,4 km lang en jaar later werden ook de westelijk gelegen stations geopend. De groene lijn verloopt geheel ondergronds, vanuit het uiterste noordwesten naar het zuidoosten van de stad. Aan weerszijden is even voorbij de eindhalte een stijgend stuk spoor aangelegd, waarmee beide depots bereikt worden. Vanuit het westen gezien zijn er haltes nabij het voetbalstadion, de nationale regeringsgebouwen, het stadhuis en een van de twee grote treinstations van Daejeon. Ook een aantal universiteitsgebouwen zijn bereikbaar per metro. Onderstaande tabel toont de stations, afstanden, overstapmogelijkheden en enkele belangrijke bestemmingen.
| Stationsnummer | Stationsnaam                                                   | Hangul       | Bestemming                                                 | Cumulatieve afstand (in km) |
| -------------- | -------------------------------------------------------------- | ------------ | ---------------------------------------------------------- | --------------------------- |
| 101            | Panam                                                          | 판암         | Daejeon University                                         | 0                           |
| 102            | Sinheung                                                       | 신흥         |                                                            | 0.94                        |
| 103            | Daedong                                                        | 대동         | Woosong University                                         | 2.16                        |
| 104            | Daejeon Station (overstappen naar KTX / andere Korail-treinen) | 대전역       |                                                            | 3.17                        |
| 105            | Jungang-no                                                     | 중앙로       |                                                            | 4.00                        |
| 106            | Jung-gu District office                                        | 중구청       |                                                            | 4.70                        |
| 107            | Seodaejeon Negeori                                             | 서대전네거리 |                                                            | 5.54                        |
| 108            | Oryong                                                         | 오룡         |                                                            | 6.32                        |
| 109            | Yongmun                                                        | 용문         |                                                            | 7.82                        |
| 110            | Tanbang                                                        | 탄방         |                                                            | 9.02                        |
| 111            | City Hall                                                      | 시청         |                                                            | 9.77                        |
| 112            | Government Complex Daejeon                                     | 정부청사     |                                                            | 10.76                       |
| 113            | Galma                                                          | 갈마         |                                                            | 11.51                       |
| 114            | Wolpyeong                                                      | 월평         | KAIST (Korea Advanced Institute of Science and Technology) | 12.26                       |
| 115            | Gapcheon                                                       | 갑천         |                                                            | 13.30                       |
| 116            | Yuseong Spa.                                                   | 유성온천     | Chungnam National University en Mokwon University          | 14.59                       |
| 117            | Guam                                                           | 구암         |                                                            | 15.63                       |
| 118            | National Cemetery                                              | 현충원       | Hanbat National University                                 | 16.47                       |
| 119            | Worldcup Studium                                               | 월드컵경기장 | Noeun Wholesale Market (Noeun Groothandel)                 | 17.53                       |
| 120            | Noeun                                                          | 노은         |                                                            | 18.34                       |
| 121            | Jijok                                                          | 지족         | Korea Baptist Theological University & Seminary            | 19.49                       |
| 122            | Banseok                                                        | 반석         |                                                            | 20.47                       |

## Galerij

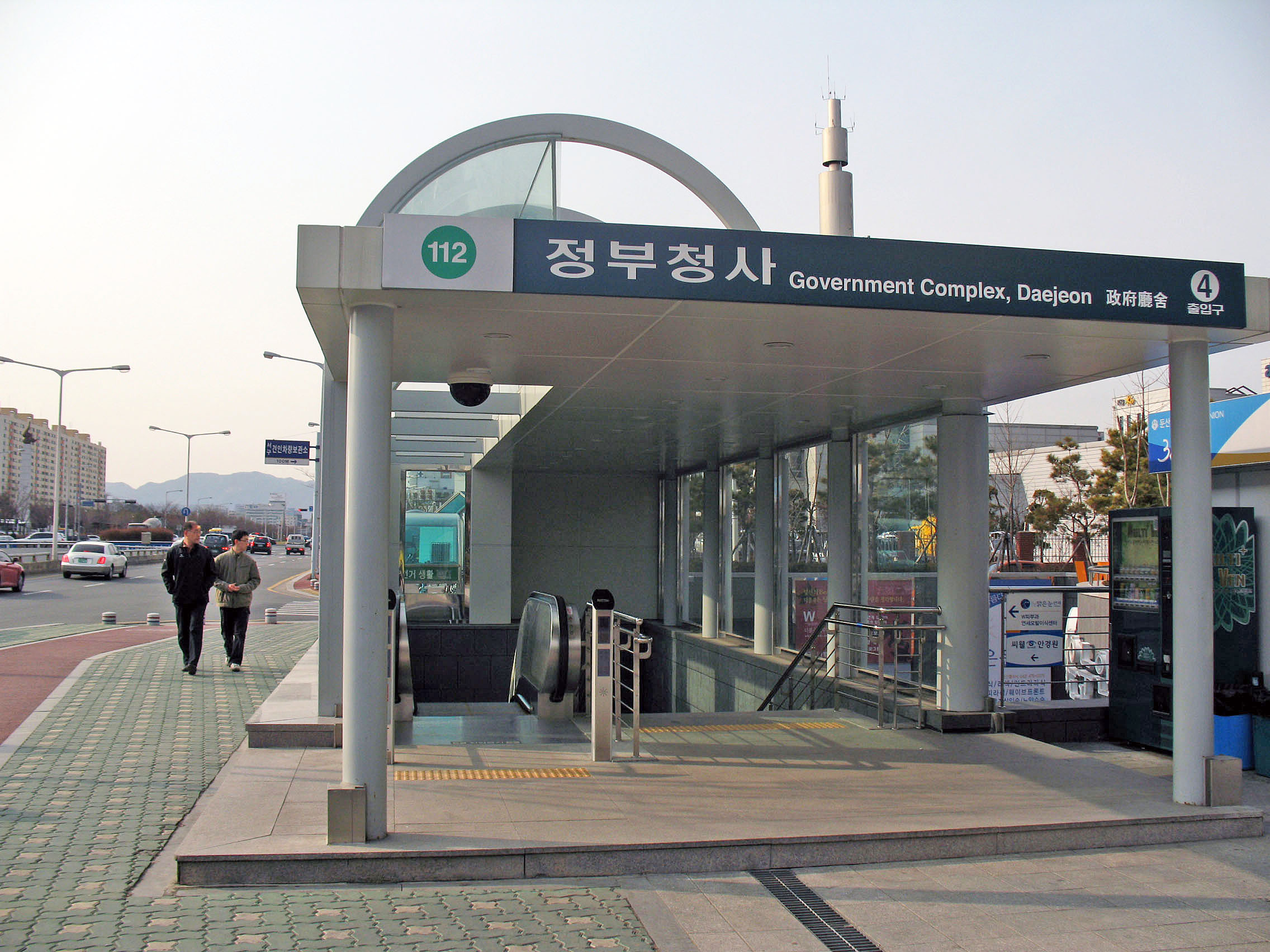
De entree van het metrostation bij de regeringsgebouwen
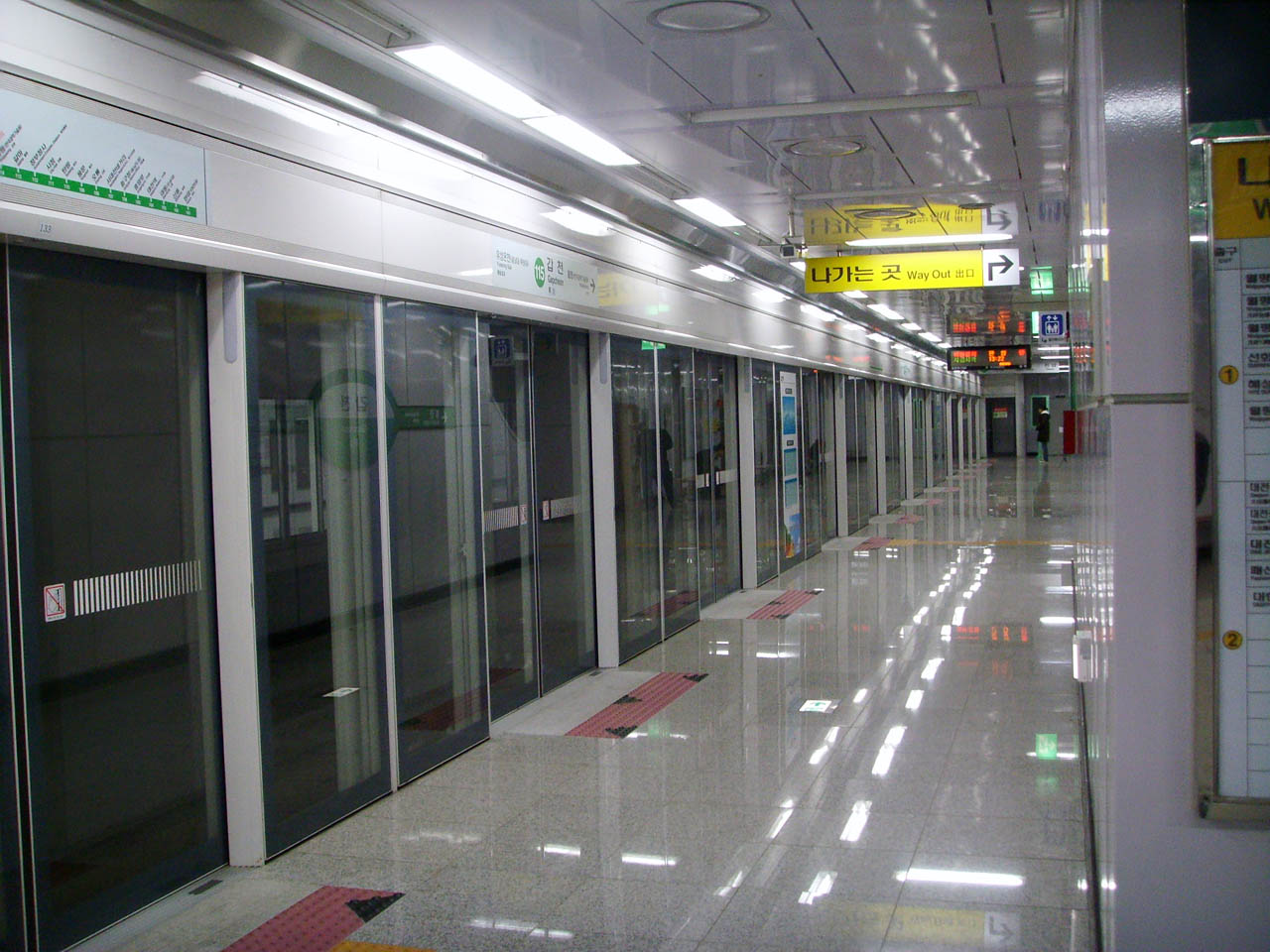
De metro kent perronschuifdeuren (station Gapcheon)
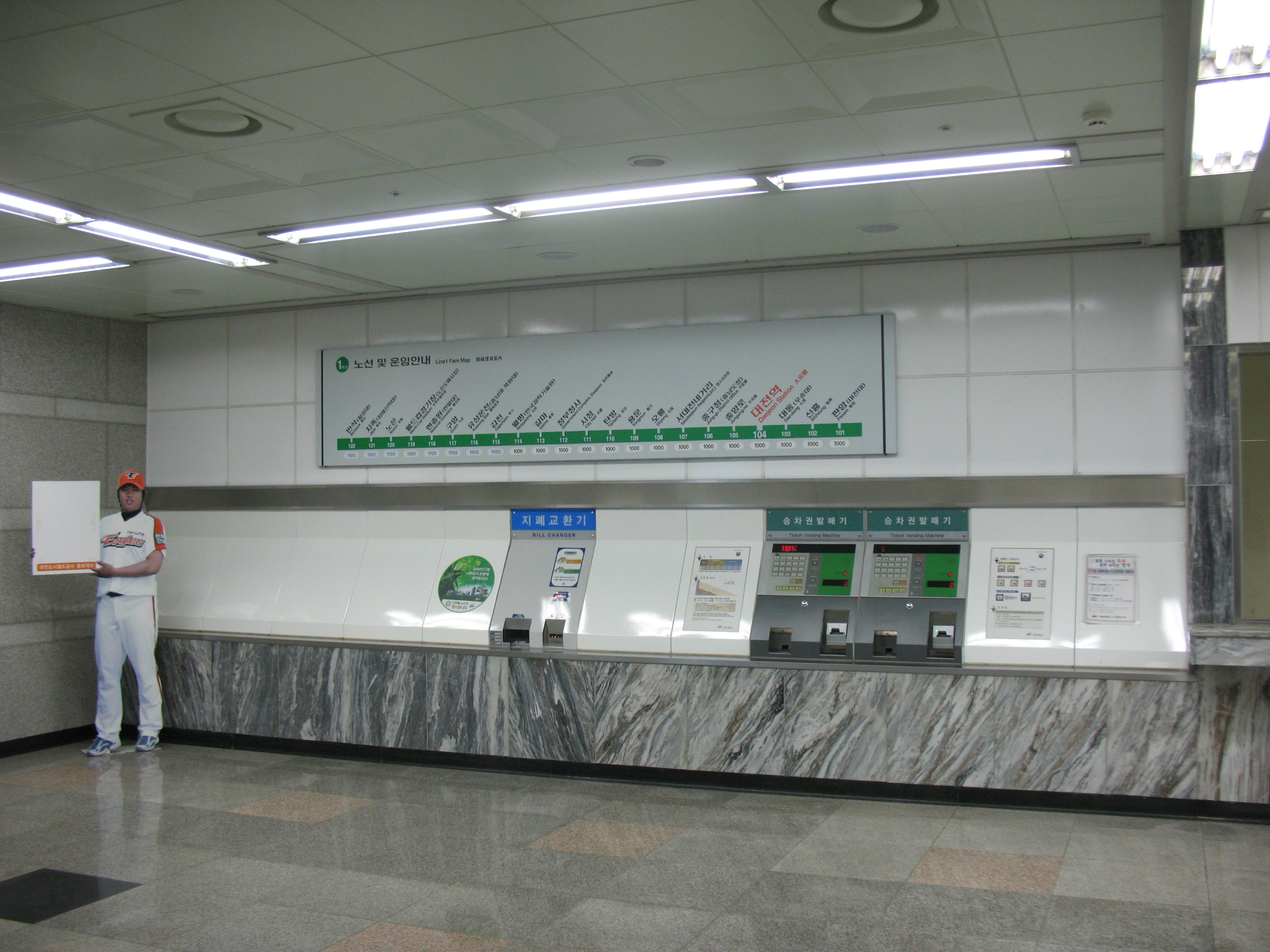
Kaartjesautomaten
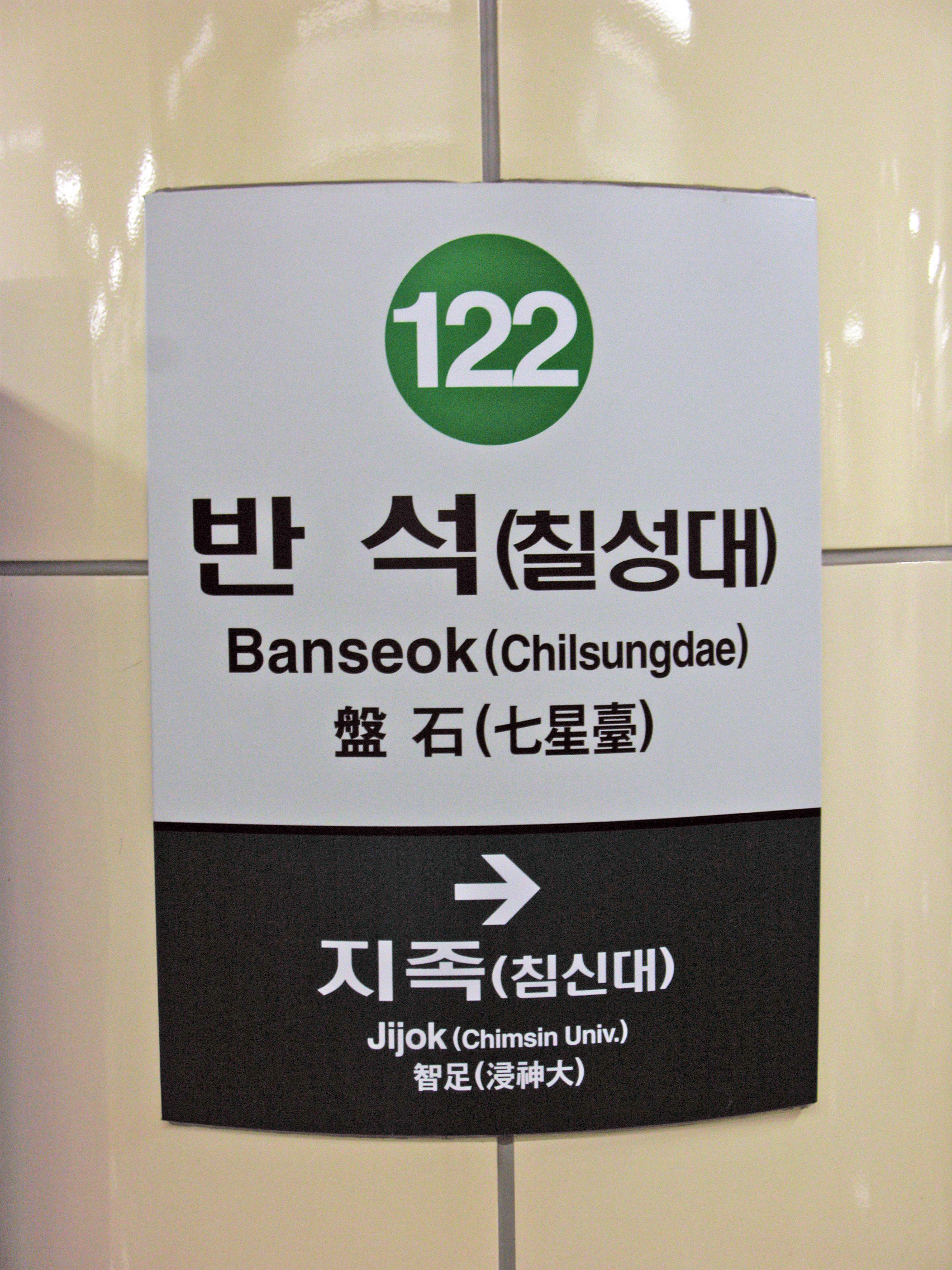
Bewegwijzering in het Koreaans en Engels